# اقتصاد إفريقيا
اقتصاد إفريقيا يتكون من التجارة والصناعة والزراعة والموارد البشرية. بحسب إحصاءات العام 2012؛ يسكن القارة الإفريقية حوالي 1.07 مليار نسمة  يعيشون في 54 دولة مختلفة. إفريقيا قارة غنية جداً بالموارد على عكس سكانها الذين يعتبرون من أكثر السكان فقراً بجانب قارات العالم الأخرى. ويعزي النمو الأخير الذي شهدته عدد كبير من دول القارة بسبب النمو في المبيعات في السلع والخدمات والتصنيع.
سكان قارة إفريقيا هم الأكثر فقراً في العالم، مقارنةً بالناتج المحلي الإجمالي للفرد الواحد. ومع ذلك، حققت أجزاء من القارة مكاسب كبيرة خلال السنوات القليلة الماضية. ففي السنوات الأخيرة، أصبحت العديد من البلدان الإفريقية من أسرع الاقتصاديات نمواً في العالم.

## المتغيرات الاقتصادية والمؤشرات
قوّض الاقتصاد الإفريقي في عام 2011 بفعل ثورات الربيع العربي، بعد الأنتعاش الأول الذي شهده عقب الأزمة الاقتصادية العالمية عام 2009. تراجع مؤشر النمو بالقارة من 5% عام 2010 إلى 3.4٪ عام 2011. مع انتعاش اقتصادات شمال إفريقيا والتحسن المستمر في مناطق أخرى، يتوقع أن يتسارع معدلات النمو إلى 4.5% عام 2012 و 4.8% عام 2013 في جميع أنحاء القارة. لا تزال هناك مشاكل على المدى القصير بالنسبة للاقتصاد العالمي في الوقت الذي تواجه أوروبا أزمة ديونها. انخفاض أسعار السلع بسبب ضعف الطلب وزيادة العرض، ولكن من المتوقع أن تظل عند مستويات مواتية للمصدر الإفريقي.

### المؤشرات
| الدولة                      | الناتج المحلي الإجمالي (مليار دولار $) | الناتج المحلي الإجمالي للفرد ( مليار دولار $) | نمو الناتج المحلي الإجمالي 2007-2011 (في %) | حسب مؤشر التنمية البشرية |
| --------------------------- | -------------------------------------- | --------------------------------------------- | ------------------------------------------- | ------------------------ |
| الجزائر                     | 188٫7                                  | 8٬715                                         | 2٫7                                         | 0٫733                    |
| أنغولا                      | 101٫0                                  | 5٬930                                         | 9٫1                                         | 0٫446                    |
| بنين                        | 7٫3                                    | 1٬628                                         | 3٫9                                         | 0٫437                    |
| بوتسوانا                    | 17٫6                                   | 14٬753                                        | 3٫0                                         | 0٫654                    |
| بوركينا فاسو                | 10٫2                                   | 1٬310                                         | 4٫9                                         | 0٫370                    |
| بوروندي                     | 2٫3                                    | 608                                           | 4٫3                                         | 0٫413                    |
| الكاميرون                   | 25٫5                                   | 2٬383                                         | 3٫1                                         | 0٫532                    |
| الرأس الأخضر                | 1٫9                                    | 4٬123                                         | 5٫8                                         | 0٫736                    |
| جمهورية إفريقيا الوسطى      | 2٫2                                    | 816                                           | 2٫8                                         | 0٫384                    |
| تشاد                        | 9٫5                                    | 1٬531                                         | 2٫9                                         | 0٫388                    |
| جزر القمر                   | 0٫6                                    | 1٬117                                         | 1٫5                                         | 0٫561                    |
| جمهورية الكونغو الديمقراطية | 15٫6                                   | 375                                           | 5٫9                                         | 0٫411                    |
| الكونغو                     | 14٫7                                   | 4٬429                                         | 4٫9                                         | 0٫548                    |
| ساحل العاج                  | 24٫1                                   | 1٬803                                         | 1٫1                                         | 0٫432                    |
| جيبوتي                      | 1٫0 (2009)                             | 2٬290 (2009)                                  | 5٫3                                         | 0٫516                    |
| مصر                         | 229٫5                                  | 6٬324                                         | 5٫2                                         | 0٫708                    |
| غينيا الاستوائية            | 19٫8                                   | 36٬515                                        | 8٫8                                         | 0٫642                    |
| إرتريا                      | 2٫6                                    | 589                                           | 1٫3                                         | 0٫483                    |
| إثيوبيا                     | 31٫7                                   | 1٬116                                         | 9٫7                                         | 0٫406                    |
| الغابون                     | 17٫1                                   | 15٬960                                        | 3٫6                                         | 0٫677                    |
| غامبيا                      | 1٫1                                    | 2٬135                                         | 6٫0                                         | 0٫502                    |
| غانا                        | 39٫2                                   | 1٬884                                         | 8٫3                                         | 0٫553                    |
| غينيا                       | 5٫1                                    | 1٬128                                         | 2٫4                                         | 0٫456                    |
| غينيا بيساو                 | 1٫0                                    | 1٬251                                         | 3٫6                                         | 0٫374                    |
| كينيا                       | 33٫6                                   | 1٬718                                         | 4٫2                                         | 0٫521                    |
| ليسوتو                      | 2٫4                                    | 1٬715                                         | 4٫9                                         | 0٫549                    |
| ليبيريا                     | 1٫2                                    | 577                                           | 11٫6                                        | (N/A)                    |
| ليبيا                       | 62٫4 (2009)                            | 16٬855 (2009)                                 | 4٫0                                         | 0٫769                    |
| مدغشقر                      | 9٫9                                    | 972                                           | 2٫3                                         | 0٫533                    |
| مالاوي                      | 5٫7                                    | 918                                           | 6٫8                                         | 0٫437                    |
| مالي                        | 10٫6                                   | 1٬099                                         | 4٫5                                         | 0٫380                    |
| موريتانيا                   | 4٫1                                    | 2٬571                                         | 2٫8                                         | 0٫550                    |
| موريشيوس                    | 11٫3                                   | 14٬523                                        | 4٫5                                         | 0٫804                    |
| المغرب                      | 100٫2                                  | 4٬986                                         | 4٫3                                         | 0٫646                    |
| موزمبيق                     | 12٫8                                   | 982                                           | 6٫9                                         | 0٫384                    |
| ناميبيا                     | 12٫3                                   | 6٬826                                         | 3٫7                                         | 0٫650                    |
| النيجر                      | 6٫0                                    | 732                                           | 4٫3                                         | 0٫374                    |
| نيجيريا                     | 235٫9                                  | 2٬532                                         | 6٫8                                         | 0٫670                    |
| لا ريونيون (فرنسا)          | 15٫98                                  | 8٬233 (nominal)                               |                                             | 0٫850 (2003)             |
| رواندا                      | 6٫4                                    | 1٬251                                         | 7٫3                                         | 0٫452                    |
| ساو تومي وبرينسيب           | 0٫2                                    | 2٬058                                         | 5٫7                                         | 0٫654                    |
| السنغال                     | 14٫3                                   | 1٬981                                         | 3٫5                                         | 0٫499                    |
| سيشل                        | 1٫0                                    | 26٬420                                        | 4٫2                                         | 0٫843                    |
| سيراليون                    | 2٫2                                    | 877                                           | 5٫2                                         | 0٫336                    |
| الصومال                     | (N/A)                                  | (N/A)                                         | (N/A)                                       | (N/A)                    |
| جنوب إفريقيا                | 408٫2                                  | 11٬035                                        | 2٫7                                         | 0٫674                    |
| جنوب السودان                |                                        |                                               |                                             |                          |
| السودان                     | 55٫1                                   | 2٬141                                         | 4٫1                                         | 0٫526                    |
| إسواتيني                    | 4٫0                                    | 6٬099                                         | 2٫1                                         | 0٫547                    |
| تنزانيا                     | 23٫7                                   | 1٬521                                         | 6٫8                                         | 0٫467                    |
| توغو                        | 3٫6                                    | 1٬042                                         | 3٫1                                         | 0٫512                    |
| تونس                        | 45٫9                                   | 9٬415                                         | 3٫0                                         | 0٫766                    |
| أوغندا                      | 16٫8                                   | 1٬354                                         | 7٫4                                         | 0٫505                    |
| زامبيا                      | 19٫2                                   | 1٬623                                         | 6٫4                                         | 0٫434                    |
| زيمبابوي                    | 9٫9                                    | (N/A)                                         | 0٫6                                         | 0٫513                    |

## التنمية الاقتصادية
إفريقيا لها باع طويل في التاريخ الاقتصادي، فالمرجح أن البشرية قد نشأت في إفريقيا، وبطبيعة الحال ظهرت أولى التجمعات البشرية بها، وكذلك النشاط الاقتصادي كنتاج لهذه التجمعات. كذلك بدأ ظهور الصيادين الصغار والتجمعات العائلية. حتى ذلك الحين كانت هناك تجارة كبيرة يمكن أن تشمل مسافات طويلة. وقد وجد علماء الآثار في كل أنحاء القارة كانت هناك أدلة على وجود تجارة للسلع الكمالية مثل المعادن الثمينة والأصداف، فالنشطاط الاقتصادي السائد وقتها لم يكن يعرف استخدام النقود.
عندما كانت إمبراطورية غانا تحت قيادة تنكامنين عام 1062، شهدت البلاد عصراً ذهبياً في الاقتصاد والسياسة والثقافة الاقتصادية، ومن الناحية التنظيمية، كانت القوة العسكرية للإمبراطورية بها حوالي 200000 من الخبراء العسكريين. والازدهار الاقتصادي أثر بشكل إيجابي على كثير من الممالك الأوروبية في ذلك الوقت.

## القطاعات الاقتصادية والصناعات
لازالت معظم دول إفريقيا تعتمد على تصدير المواد الخام دون تصنيع، وعائدات التصدير تتوقف على تقلبات أسعار السلع الأساسية. وهذا الأمر يزيد مواجهة القارة السمراء من احتمالية مواجهة الصدمات الخارجية وتقلبات الأسواق، ويعزز الحاجة إلى تنويع أشكال الصادرات. ولكن عموماً الاقتصاد الإفريقي يعتمد في معظمه على السفر والسياحة، وهو ينمو بشكلٍ متزايد وآخذ في الارتفاع عام 2012، مما يُشير إلى احتمال تقوية اقتصاد القارة في هذا الجزء.

### الزراعة
تتصدر إفريقيا العالم في إنتاج الكاكاو والكاسافا وفول البلاذر والقرنفل ونواة النخيل وفول الفانيلا واليام كذلك تعتبر إفريقيا منتجا رئيسيا للموز والبن والقطن والفول السوداني والمطاط والسكر والشاي ويربي الإفريقيون أكثر من ثلثي جمال العالم وثلث الماعز وسُبع رؤوس الماشية والأغنام في العالم.
تجلب أساطيل الصيد على طول السواحل الإفريقية كميات كبيرة من الانشوقة والماكريل والسردين وسمك التونة وأنواع أخرى من الاسماك وتصدر إفريقيا معظم هذه الاسماك في شكل زيت سمك أو جبة سمك.